# Statare

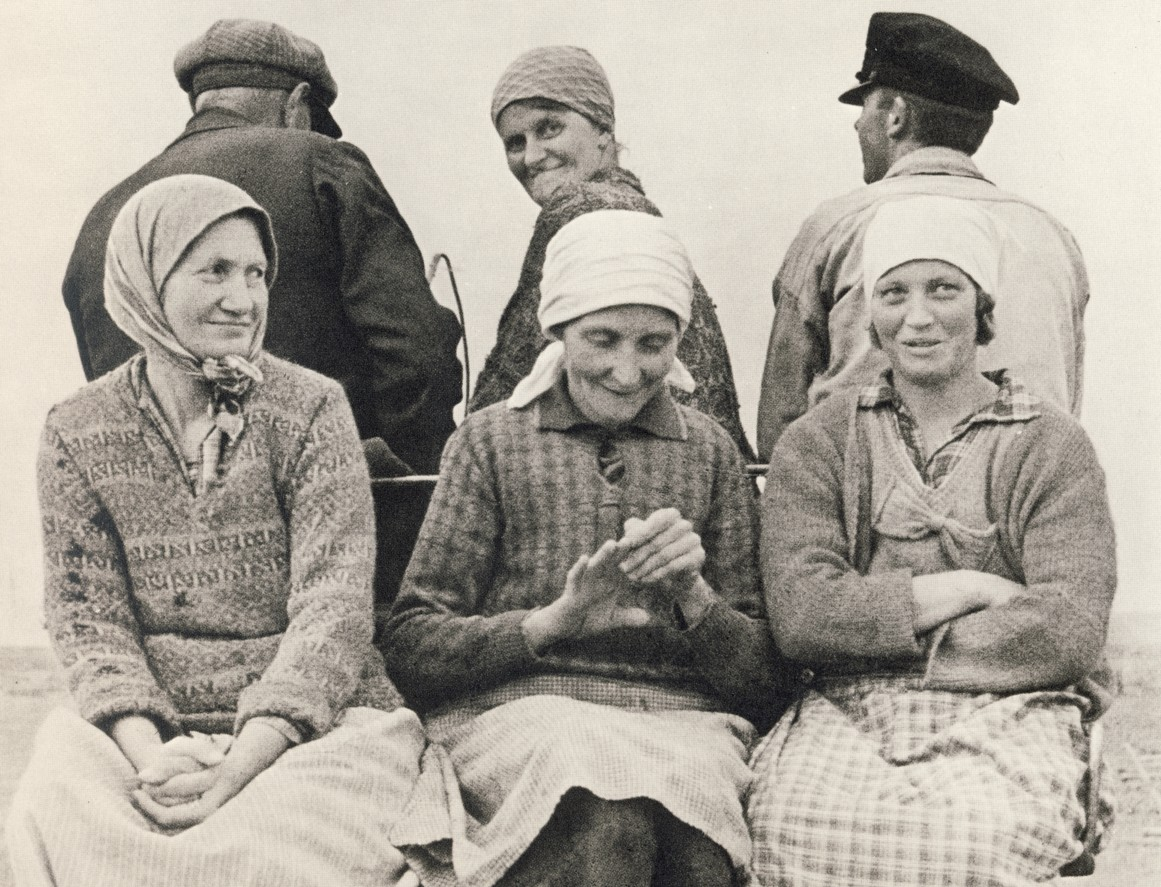
Statares de retour de la traite, photographiés par Gunnar Lundh sur l'île de Ven en 1933.

Les statares étaient des ouvriers agricoles suédois soumis à un statut particulier, proche du servage.
Né au milieu du XVIIIe siècle, ce système consistait à payer les ouvriers en nature (le gîte et le couvert, souvent de médiocre qualité). Ces derniers n'avaient le droit de quitter leur emploi qu'au cours de la dernière semaine d'octobre. Le système atteignit son apogée à la fin du XIXe siècle, puis fut progressivement rendu obsolète par la mécanisation. Le statut de statare fut aboli en octobre 1945, date à laquelle un accord fut conclu entre l'association suédoise des travailleurs paysans et les patrons des exploitations paysannes et forestières.
Leurs conditions de vie étaient très dures, et furent décrites par plusieurs écrivains suédois issus de ce milieu, comme Ivar Lo-Johansson ou Moa Martinson.